# Клини (Мединський район)
Клини (рос. Клины) — присілок в Мединському районі Калузької області Російської Федерації.
Населення становить 24 особи. Входить до складу муніципального утворення Присілок Михеєво.

## Історія
Від 2004 року входить до складу муніципального утворення Присілок Михеєво.

## Населення
| 2002 | 2010 |
| ---- | ---- |
| 28   | ↘24  |